# Väinö Valve
Väinö Lahja Rikhard Valve (tidigare Vähätupa), född 28 december 1895 i Villmanstrand, död 11 mars 1995 i Helsingfors, var en finländsk militär och generallöjtnant (1941).
Valve inledde sin militära bana 1916, då han anslöt sig till Preussiska jägarbataljonen 27 i Lockstedt. Han återvände till hemlandet som löjtnant den 25 februari 1918 tillsammans med huvudtruppen av jägare och deltog i striderna vid Tammerfors och Viborg. Han tjänstgjorde därefter inom fältartilleriet och 1924–1927 vid kustartilleriet; var 1927–1933 chef för sjöförsvaret och 1933–1946 kommendör för sjöstridskrafterna.
Efter kriget var Valve 1950–1959 bankdirektör i Kansallis-Osake-Pankki. År 1945 blev han Frihetskorsets ordenskansler. 1943–1956 var Valve ordförande för Krigsinvalidernas brödraförbund.
Han avled som den siste av de inemot 1900 finländska jägare som fick sin militära utbildning i Tyskland under första världskriget och hedrades med statsbegravning.